# 円泉寺 (世田谷区)
円泉寺（えんせんじ）は、東京都世田谷区太子堂三丁目にある真言宗豊山派の仏教寺院。圓泉寺とも表記される。聖徳太子を祀る堂（太子堂）があり、付近の地名はこの太子堂にちなんでいる。

## 歴史

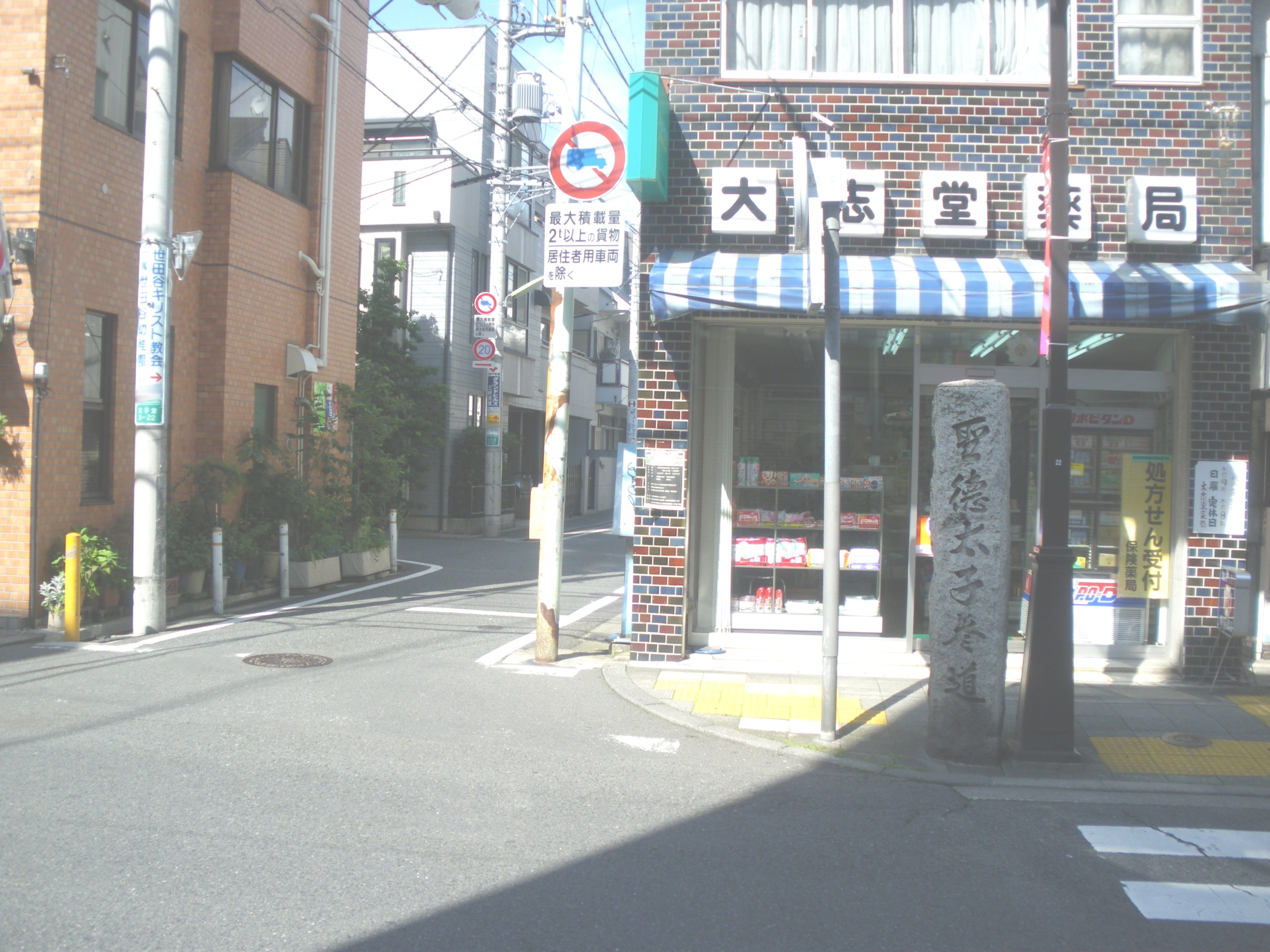
参道入口

当寺院は、遅くとも南北朝時代の末期に太子堂と小堂が出来ていたものと推測されている。その後、文禄4年（1595年）になって賢恵によって中興がなされた。『世田谷の地名』（世田谷区教育委員会）などが載せる伝承によると、久米寺（現在の奈良県橿原市）から聖徳太子像と十一面観音像を背負って布教のため関東地方に訪れていた賢恵が当地で一泊した際、夢に現れた聖徳太子が、当時は霊泉が湧き出ていたこの地で祀られることの望んだため、堂宇を建てたという。
その後、江戸時代になると中野・宝仙寺の末寺になる。寛文12年には庚申供養塔が造立される。安政4年（1857年）に出火により本堂・太子堂などが焼失した。安政7年（1860年）に本堂などが再建。現在の本堂は明治32年（1899年）に完成。大正15年（1926年）に大改修が行われる。その後の第二次世界大戦の戦禍からは免れた。戦後は本堂の改修（1964年）、太子堂の改修（1951年、1969年）が行われ現在に至る。

### 太子堂郷学所
明治4年（1871年）4月、斎藤寛斎ら付近の村の有志たちは円泉寺の土地を借りて校舎を建て、太子堂郷学所を開設した。世田谷区内における近代教育のはしりとなる学校である。郷学所は宮野芟平（さんぺい）を教師として招き、四民平等の理念に基づく教育を行った。
太子堂郷学所はのちに「幼童学所」への改称を経て公立の学校となり、「荏原尋常小学校」などに改称したのち現在の世田谷区立若林小学校に至る。このため若林小学校は区内では最初に作られた小学校となる。宮野はのちに荏原小学校の校長を務め、世田谷の近代教育に大きな役割を果たした。それにちなみ、境内に宮野芟平の頌徳の碑が建てられている。

## 境内
- 本堂
- 太子堂
- 境内前のケヤキ並木
- 聖徳太子像
- 宮野芟平氏の頌徳の碑

## アクセス
- 東急田園都市線・東急世田谷線の三軒茶屋駅徒歩10分
- 拝観は無料。